# Goals Against Average
Der Goals against average oder der Gegentorschnitt (abgekürzt GAA bzw. GTS, manchmal auch 60Avg) ist ein Teil der Torhüterstatistiken im Eishockey und Lacrosse. Der Wert bezieht sich dabei nicht auf die Einsätze des Torhüters, sondern auf die insgesamt absolvierten Spielminuten. Er wird errechnet, indem die Anzahl der Gegentore mit 60 multipliziert und anschließend durch die Spielminuten dividiert wird. Das Ergebnis ist eine Kommazahl und zeigt, wie viele Gegentore der Torhüter im Durchschnitt in einem auf 60 Minuten normierten Spiel erhält.
Im Allgemeinen wird die Fangquote oder Save Percentage als akkuratere Statistik zur Leistung eines Torhüters verstanden, da diese auch die Anzahl der auf ihn abgefeuerten Schüsse berücksichtigt. Der Gegentorschnitt ist daher auch von der Verteidigungsleistung des Teams abhängig, genauer gesagt von der durchschnittlich zugelassenen Anzahl an gegnerischen Schüssen.
Im Eishockey gilt ein Wert von etwa 2,5 Gegentoren und darunter als gut. Im Lacrosse sind Werte um neun bis zehn Gegentoren der Standard.